# Serra de les Ferreres (Gavà)
La Serra de les Ferreres és una serra situada al municipi de Gavà a la comarca del Baix Llobregat, amb una elevació màxima de 201 metres.